# Selenia (djur)
Selenia är ett släkte av fjärilar som beskrevs av Jacob Hübner 1823. Selenia ingår i familjen mätare.

## Dottertaxa tillSelenia, i alfabetisk ordning[1][2]
- Selenia abramaria
- Selenia adustaria
- Selenia aestiva
- Selenia aestivalis
- Selenia agatha
- Selenia albicosta
- Selenia albilinea
- Selenia albilinearia
- Selenia alciphearia
- Selenia alpestris
- Selenia aurantiaca
- Selenia basireducta
- Selenia bilineata
- Selenia bilunaria
- Selenia blaziaria
- Selenia braconieri
- Selenia brunnea
- Selenia cacocore
- Selenia canescens
- Selenia centrifasciata
- Selenia centrilineata
- Selenia centripetala
- Selenia chalcescens
- Selenia chinochlora
- Selenia clara
- Selenia clarilunaria
- Selenia constricta
- Selenia coreana
- Selenia corearia
- Selenia costijuncta
- Selenia delineata
- Selenia delunaria
- Grågul månmätare, Selenia dentaria
- Selenia deumbraria
- Selenia deumbrata
- Selenia djakonovi
- Selenia dolichobalia
- Selenia eblanaria
- Selenia erythrofasciata
- Selenia estynensis
- Selenia eucore
- Selenia exquisita
- Selenia extrema
- Selenia filipjevi
- Selenia forsteri
- Selenia fulvolunaria
- Selenia fulvopustulata
- Selenia fumata
- Selenia fusca
- Selenia gamra
- Selenia garretti
- Selenia giavor
- Selenia glabra
- Selenia glaucata
- Selenia glaucescens
- Selenia grisescens
- Selenia gynaecon
- Selenia harrisoni
- Selenia hypomelathiaria
- Selenia ialensis
- Selenia illunaria
- Selenia illustraria
- Selenia infravenosa
- Selenia infuscata
- Selenia ismalida
- Selenia isolde
- Selenia juliaria
- Selenia kentaria
- Selenia kuhnei
- Selenia kuldjana
- Selenia lacticolor
- Selenia lactimarginata
- Selenia lilacina
- Selenia lunaria
- Urringad månmätare, Selenia lunularia
- Selenia maculosa
- Selenia mariaria
- Selenia minima
- Selenia nabdalsa
- Selenia nigrescens
- Selenia nigrobrunneata
- Selenia nigrofasciata
- Selenia nigrolineata
- Selenia nigrumbata
- Selenia notabilis
- Selenia nubilunaria
- Selenia obscura
- Selenia ochracea
- Selenia ornata
- Selenia pallida
- Selenia pallidaria
- Selenia pallimarginata
- Selenia parvilunaria
- Selenia perangulata
- Selenia phoebearia
- Selenia postmaculata
- Selenia postmediojuncta
- Selenia postradiata
- Selenia privataria
- Selenia quadrilunaria
- Selenia radiata
- Selenia ricochetta
- Selenia rosea
- Selenia roseofasciata
- Selenia rubra
- Selenia rubropustulata
- Selenia rufescens
- Selenia schizomedia
- Selenia schojina
- Selenia sordidaria
- Selenia s-signata
- Selenia sublunaria
- Selenia takaosana
- Selenia tetrabilunaria
- Rödbrun månmätare, Selenia tetralunaria
- Selenia trigona
- Selenia unilunaria
- Selenia ustularia
- Selenia veda
- Selenia wehrlilunaria
- Selenia vridobrunnea
- Selenia vsignata

## Bildgalleri

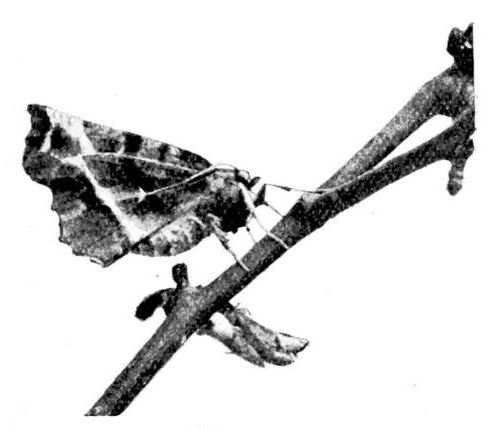
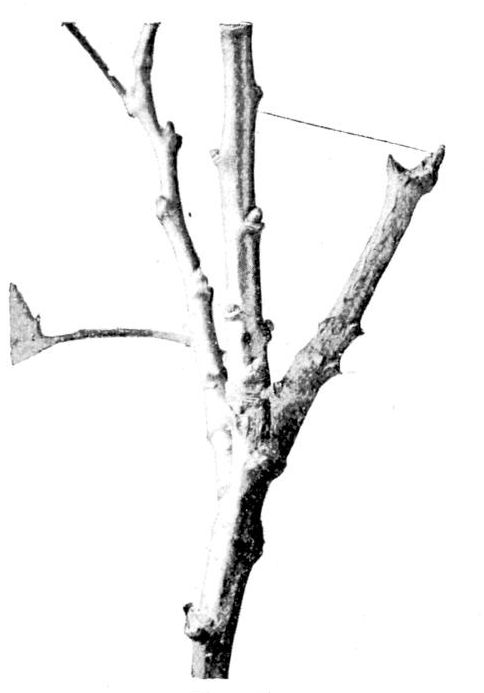
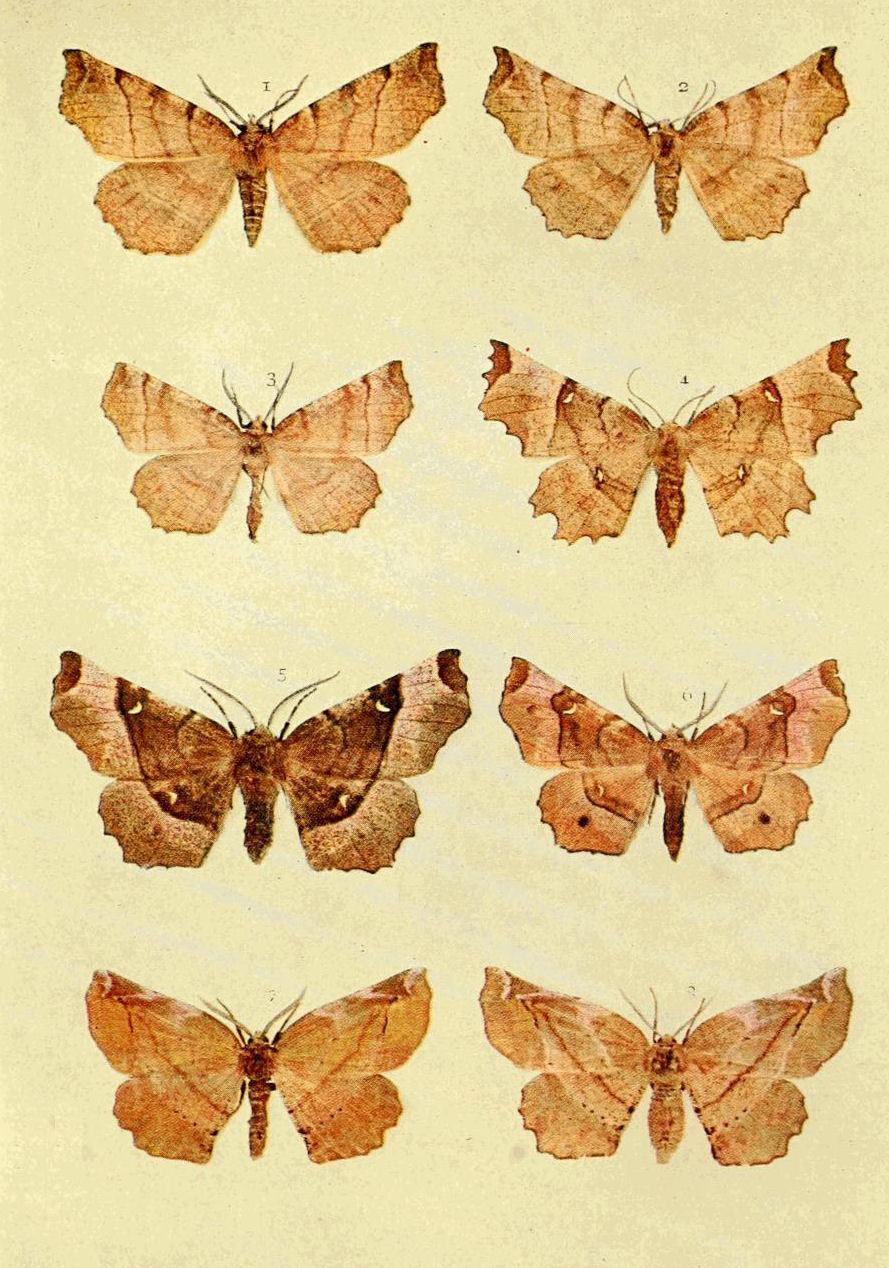
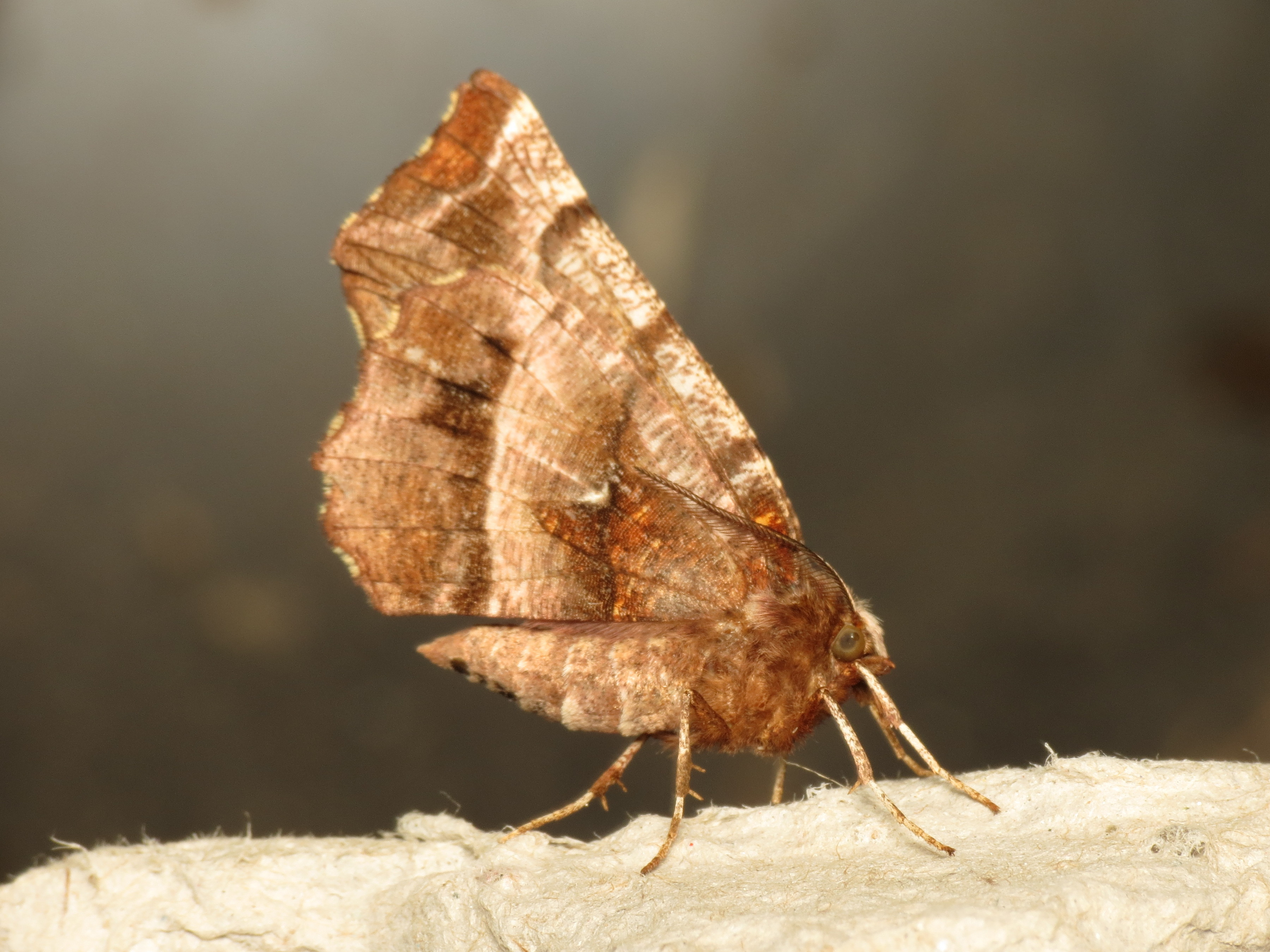
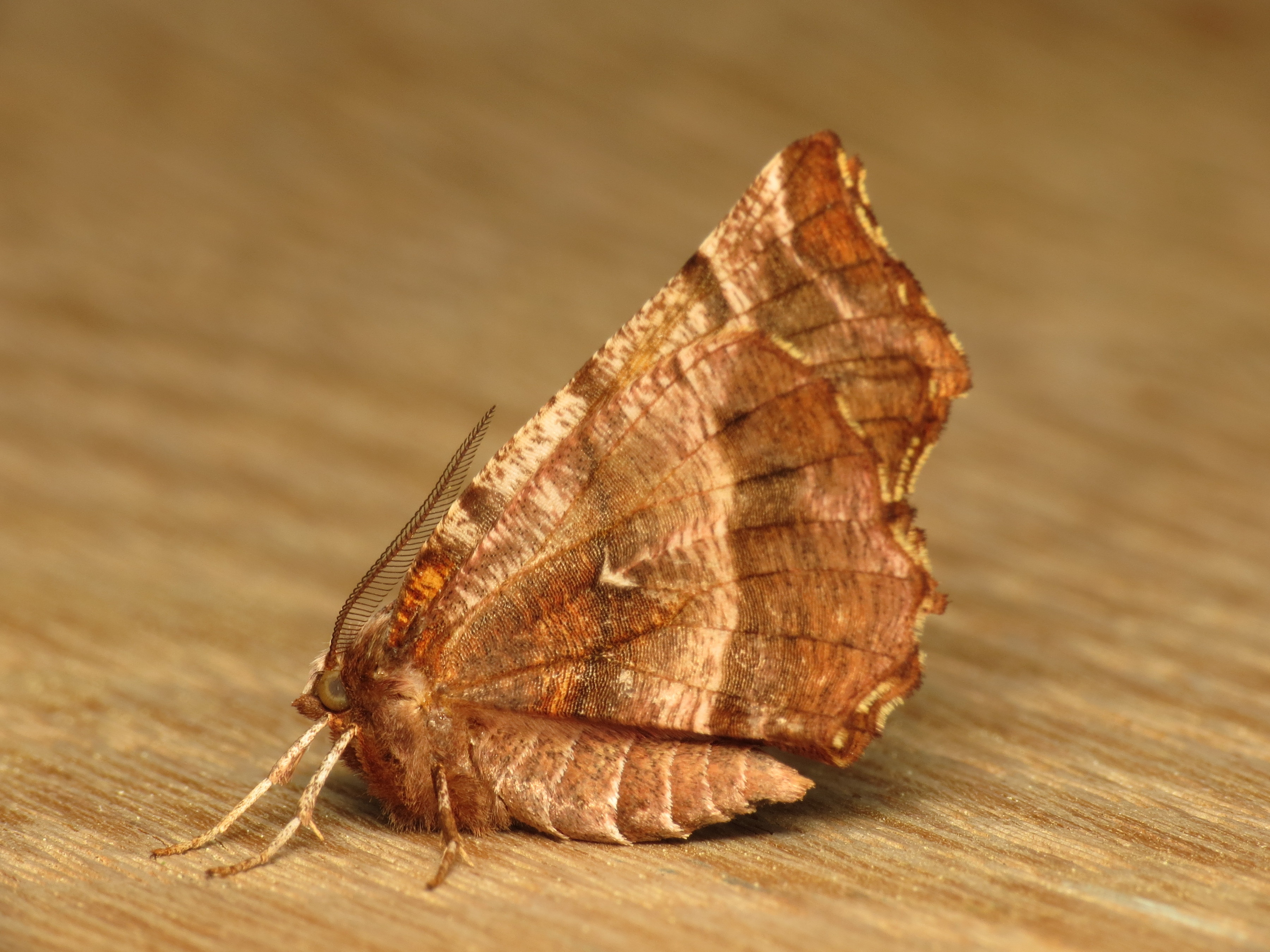
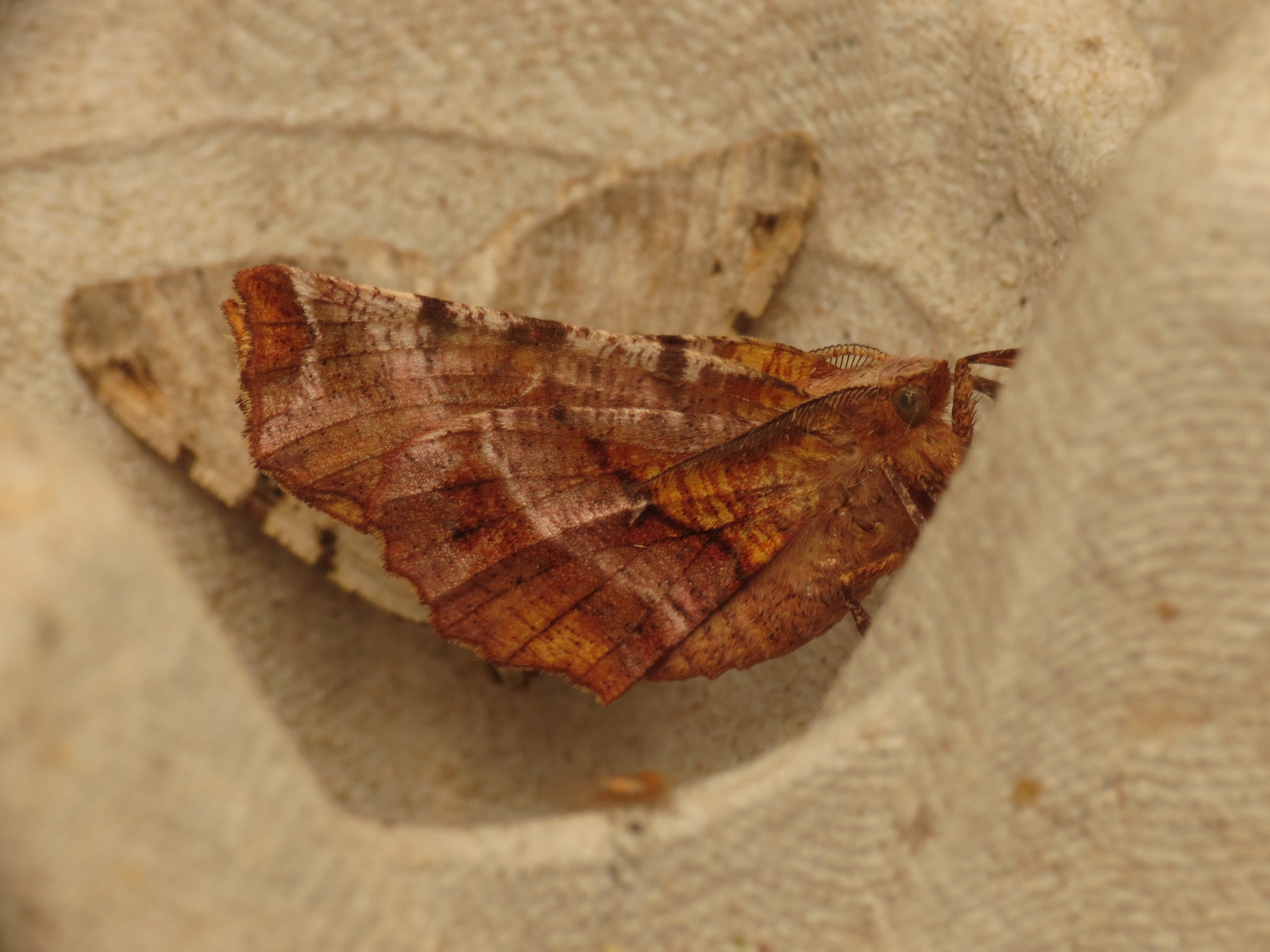